# اولگ سوسلوو
اولگ سوسلوو (انگلیسی: Oleh Suslov؛ زادهٔ ۲ ژانویهٔ ۱۹۶۹) بازیکن فوتبال اهل اوکراین است.
از باشگاه‌هایی که در آن بازی کرده‌است می‌توان به باشگاه فوتبال سنت پولتن، باشگاه فوتبال ردبول زالتسبورگ، باشگاه فوتبال چورنومورتس اودسا، باشگاه فوتبال آدمیرا واکر مودلینگ، و باشگاه فوتبال زوریا لوهانسک اشاره کرد.
وی همچنین در تیم ملی فوتبال اوکراین بازی کرده‌است.